# جوني جونستون
جوني جونستون (بالإنجليزية: Johnny Johnston)‏ (2 مايو 1947 ببلفاست في المملكة المتحدة - ) هو لاعب كرة قدم بريطاني في مركز الوسط. لعب مع برادفورد سيتي وغلينتوران ونادي بلاكبول ونادي ساوثبورت ونادي هاليفاكس تاون وفليتوود تاون.

## وصلات خارجية
- جوني جونستون على موقع قاعدة بيانات كرة القدم.إي يو (الإنجليزية)